# Geb

Il dio Geb

Geb (da pronunciarsi con g dura: /gɛb/), o Seb, è una divinità egizia appartenente alla religione dell'antico Egitto. Era il dio della Terra, in contrasto con la maggior parte delle altre mitologie, per le quali è una personificazione femminile. Nell'Enneade di Eliopoli è figlio di Tefnut, l'umidità, e Shu, l'aria, e marito di Nut, il cielo, dalla quale ebbe cinque figli – Haroeris, Osiride, Iside, Seth e Nefti.
Nell'iconografia legata alla cosmologia eliopolitana Geb è solitamente raffigurato disteso a terra, sormontato da Shu, che sostiene Nut inarcata su di lui.
In altre immagini è un uomo barbuto, con l'emblema di un'oca sulla testa, che simboleggia il geroglifico del suo nome. A volte veniva chiamato il "Grande starnazzatore".
Con il passare del tempo, il suo nome venne associato sempre più spesso alla Valle, terra abitabile dell'Egitto, e quindi alla vegetazione e alla fertilità nonché al dominio sugli animali. 
In tal modo, l'oca divenne un simbolo di prosperità, tanto che la successione di un nuovo faraone veniva annunciata da quattro oche selvatiche, lasciate libere, come benedizione di un regno lungo e prospero.
In associazione con l'elemento vegetale, viene raffigurato a volte con piante e frutti sul corpo e con la pelle verde o nera, il colore della terra fertile del Nilo.

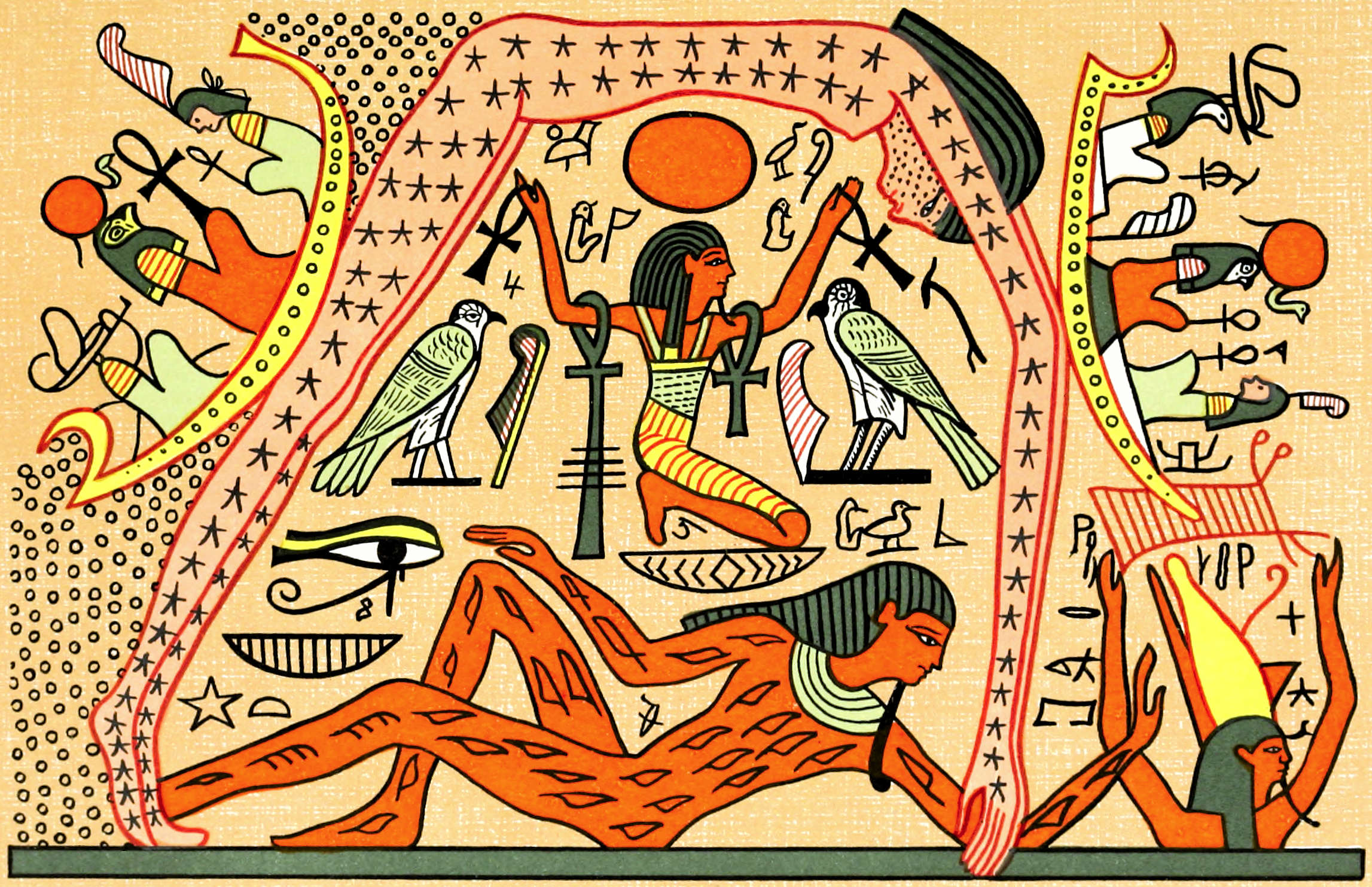
Geb con Nut e Shu.

Geb governò il mondo antico, ricco e fecondo, fin quando si stancò di regnare, e il suo posto venne preso dai suoi figli litigiosi Osiride e Seth.
Geb venne associato anche al mondo degli inferi, Duat, in quanto si credeva che intrappolasse le anime per impedire loro di ascendere al cielo, nei campi Iaru. 
Secondo una tradizione minore avrebbe avuto da Renenet, dea del raccolto, il figlio Nehebkau, divinità legata all'oltretomba.
In età ellenistica venne identificato con il titano greco Crono.